# 内部健太郎
内部 健太郎（うちべ けんたろう、1979年（昭和54年） - ）は、日本のプロデューサー。エイベックスピクチャーズ所属。福岡県北九州市出身。

## 経歴
福岡県北九州市出身。2005年（平成17年）、アスミック・エースに入社。映画のアシスタントを担当。2006年（平成18年）にエイベックス・エンタテインメント株式会社入社。映画のアシスタント、オリジナルDVDの制作。映像の買い付けなどを行う。
2009年（平成21年）、エイベックス通信放送に移籍。ドラマ・バラエティのプロデューサーとしてdTVの番組制作に携わる。2019年（令和元年）にエイベックス・ピクチャーズに移籍。

## 作品

### 映画
- 『アングリースクワッド　公務員と7人の詐欺師』（2024年）[2]
- 『嘘喰い』（2022年）※製作委員会
- 『星空の向こうの国』（2021年）[3][4]
- 『名も無き世界のエンドロール』（2021年）[5][6][7]

### テレビドラマ
- 子宮恋愛（2025年/読売テレビ） [8]
- キスでふさいで、バレないで。（2025年/読売テレビ） -[9]
- ふったらどしゃぶり（2025年/MBS）[10]
- 未成年〜未熟な俺たちは不器用に進行中〜（2024年/読売テレビ）[11]
- 怖れ（2024/CBC）[12]
- シークレット同盟（2024年/読売テレビ）[13]
- 好きやねんけどどうやろか（2023年/読売テレビ）[14]
- 帰ってきたらいっぱいして（2023年/読売テレビ）[15]
- 結婚予定日（2023年/MBS）[16]
- ブルーバースデー（2023年/関西テレビ）[17]
- カカフカカ（2019年/MBS）[18][19]
- 婚外恋愛に似たもの（2018年/dTV・関西テレビ）[20]
- 不能犯（2017年/dTV・関西テレビ）[21][22]
- 銀魂-ミツバ篇-（2017年/dTV・テレビ東京）[23][24]

### 配信ドラマ
- アングリースクワッドEPISODE ZERO（2024/Lemino）[25]
- dTVオリジナル『嘘喰い　鞍馬蘭子篇／梶隆臣篇』（2022年/dTV）[26]
- Re:名も無き世界のエンドロール〜Half a year later〜（2021年/dTV）[27]
- 世にも奇妙な銀魂ちゃん（2018年/dTV）[28][29][30]
- 高台家の人々（2016年/dTV）[19]
- みんな!エスパーだよ! 〜欲望だらけのラブ・ウォーズ〜（2015年/dTV）
- ハング（2015年/dTV）[18]
- 指恋～君に送るメッセージ～（2013年/UULA）[19][31]
- 最上のプロポーズ（2013年/dTV）[18][19]
- のぞき穴（2012年/dTV）[32]
- いぬのメリー: 幸せを運ぶ伝書犬（2011年/dTV）
- 減量ボクサー（2009年/dTV）[33]
- ラブコネクター恋愛工作人（2009年/dTV）
- とっても甘いの（2009年/dTV）

### 配信バラエティ
- いっぽんぽん（2009年/dTV）
- 鈴3太郎（2009年/dTV）
- 即席恋人 INSTANT LOVER（2009年/dTV）
- 絶対にやってはいけない あなたの知らない禁止事項（2009年/dTV）
- だめんずうぉ～か～THEアニメ（2010年/dTV）
- 夜の帝王学 ナイトスポット必勝マニュアル（2010年/dTV）
- ブランド査定 イマドキ女子のクローゼット（2010年/dTV）
- Dr.有吉の密着治療室（2010年/dTV）
- 女が知りたいランキング（2010年/dTV）
- 男が知りたいランキング（2010年/dTV）
- 誰でもできるカラダ改善 これであなたもラクヤセ（2010年/dTV）
- 東京イケメン図鑑（2010年/dTV）
- 離婚でオンナが勝つ方法（2010年/dTV）
- よみきかせ にほんむかいばなし（2010年/dTV）
- 女の子の○○教えてあげる（2011年/dTV）
- 新垣結の女子旅in Hawaii（2011年/dTV）[34]
- 王子の愛ことば（2011年/dTV）
- よみきかせ せかいのどうわ（2011年/dTV）[35]
- 初代パチドル決定戦!（2012年/dTV・セガサミーホールディングス）
- 東京ドッキリコレクション（2012年/dTV）
- ぷるるん女子の部屋に24時間密着 コンビニごはんでキレイになれちゃった（2013年/dTV・ローソン）
- 美女の部屋に24時間完全密着！ 崖っぷち歌姫（2014年/dTV・ローソン）
- ホリエモンの炎上会食！怒らレストラン TERIYAKI厳選ウマい飯（2014年/dTV）
- サンドウィッチマンのこれが新しいニホンのカタチ！？（2015年/dTV）
- プレゼンチャンピオン〈テラフォーマーズ編〉（2016年/dTV）
- 列島縦断！a-nation 2019 アーティストインタビューSP（2019年/dTV）
- [36]

### DVDオリジナル
- キャバギョ!（2007年）
- らすとなる-卒業-（2007年）
- ラストナル-旅立ち-（2007年）

### 企画・制作アシスタント
- 映画『ハチミツとクローバー』（2006年）
- 映画『さくらん』（2007年）
- 映画『東京フレンズ』（2007年）
- 映画『KIDS』（2008年）